# 藪田光教
藪田光教（1976年5月2日—），前日本職業足球員，日本20歲以下足球代表隊成員。

## 俱乐部生涯
1995年，藪田光教在川崎綠茵开始足球生涯。1999年转会至橫濱FC，2000年转会至神戶勝利船，2006年转会至福岡黃蜂，2007年转会至橫濱FC，2008年转会至FC岐阜。2008年，引退。

## 日本國家足球隊
藪田光教参加了1995年世界青年錦標賽。

## 外部連結
- （日語）J.League Data Site （页面存档备份，存于）